# Symfonie nr. 97 (Haydn)
De Symfonie nr. 97 is een symfonie van Joseph Haydn, voltooid in 1792. Het is de vijfde uit zijn Londense symfonieënreeks, die hij componeerde naar aanleiding van 2 bezoeken aan Londen. Het werk werd voor het eerst uitgevoerd op 3 of 4 mei 1792 in de Hanover Square Rooms in Londen.

## Bezetting
- 2 fluiten
- 2 hobo's
- 2 fagotten
- 2 hoorns
- 2 trompetten
- Pauken
- Strijkers

## Delen
Het werk bestaat uit vier delen:
1. Adagio - Vivace
2. Adagio
3. Menuetto: Allegretto
4. Finale: Presto assai